# Zygomycota
Zigomiceti (Zygomycota), divizija u carstvu gljiva sa preko hiljadu vrsta koje većinom pripadaju jednom od 10 imenovanimh redova  i Zoopagales. Članovi su sada deo dva razdela Mucoromycota i Zoopagomycota. Poznato je otprilike 1060 vrsta. One su uglavnom kopnene po staništu, žive u zemljištu ili na raspadajućem biljnom ili životinjskom materijalu. Neke su paraziti biljaka, insekata i malih životinja, dok druge formiraju simbiotske odnose sa biljkama. Hife zigomiceta mogu biti koenocitne, formirajući pregrade samo tamo gde se formiraju gameti ili da ograde mrtve hife. Zygomycota više nije prepoznata, jer se verovalo da nije sasvim monofiletska.
Žive kao saprofiti i komenzali u probavnom sastavu člankonožaca (većinom slatkovodnih) te u mikorizi s biljkama. Razmnožavaju se spolno
Vrste u redu Mucorales (sive plesni) uzrokuju propadanje uskladištenih namirnica. Dvanaest vrsta nisu klasifikovane nijednom gore navedenom redu a pripadaju rodovima Densospora, Microasellaria, Modicella, Mononema, Nothadelphia, Spirogyromyces i Zancudomyces.

## Etimologija
Naziv Zygomycota odnosi se na zigosporangije koje karakteristično formiraju pripadnici ove klade, u kojima se tokom polnog razmnožavanja formiraju otporne sferične spore. Zygos je grčki za „spajanje” ili „jaram”, koji se odnosi na fuziju dva hifna lanca koje proizvode ove spore, a -mycota je sufiks koji se odnosi na podelu gljiva.

## Ćelijski zid
Zigomiceti pokazuju posebnu strukturu ćelijskog zida. Većina gljiva ima hitin kao strukturni polisaharid, dok zigomicete sintetišu hitozan, deacetilovani homopolimer hitina. Hitin je izgrađen od β-1,4 vezanog N-acetil glukozamina. Gljivične hife rastu na vrhu. Zbog toga, specijalizovane vezikule, hitozomi, egzocitozom donose prekursore hitina i njegovog enzima za hitinske sintaze na spoljašnju stranu membrane. Enzim na membrani katalizuje formiranje glikozidnih veza iz nukleotidnog supstrata šećera, uridin difosfo-N-acetil-D-glukozamina. Nastali polisaharidni lanac zatim cepa enzim hitinska deacetilaza. Enzim katalizuje hidrolitičko cepanje N-acetamido grupe u hitinu. Nakon toga hitozanski polimerni lanac formira mikro fibrile. Ova vlakna su ugrađena u amorfni matriks koji se sastoji od proteina, glukana (koji unakrsno povezuju hitozanska vlakna), manoproteina, lipida i drugih jedinjenja.

## Trisporinska kiselina
Trisporinska kiselina je C-18 terpenoidno jedinjenje koje se sintetiše putevima β-karotena i retinola u zigomicetama. To je feromonsko jedinjenje odgovorno za polnu diferencijaciju kod tih gljivičnih vrsta.

### Istorija
Trisporinska kiselina je otkrivena 1964. godine kao metabolit koji uzrokuje povećanu produkciju karotena u Blakeslea trispora. Kasnije se pokazalo da je to hormon koji je doveo do stvaranja zigofora u Mucor mucedo. Američki mikolog i genetičar Albert Frensis Blejksli je otkrio da su neke vrste Mucorales samosterilne (heterotalične), u da su kod njih interakcije dva soja, označenih (+) i (-), neophodne za iniciranje polne aktivnosti. Hans Burgef sa Univerziteta u Getingenu je otkrio da je ova interakcija posledica razmene supstanci niske molekularne težine koje su difundovale kroz supstrat i atmosferu. Ovaj rad je predstavljao prvu demonstraciju aktivnosti polnih hormona u bilo kojoj gljivici. Razjašnjavanje hormonske kontrole polne interakcije kod Mucorales trajalo je više od 60 godina i uključivalo je mikologe i biohemičare iz Nemačke, Italije, Holandije, UK i SAD.

### Funkcije trisporinske kiseline u Mucorales
Prepoznavanje kompatibilnih seksualnih partnera kod zigomikota zasniva se na kooperativnom putu biosinteze trisporinske kiseline. Rani trisporoidni derivati i trisporinska kiselina izazivaju oticanje dve potencijalne hife, te se nazivaju zigofore, a hemijski gradijent ovih molekula induktora dovodi do međusobnog rasta. Ove progametangije dolaze u kontakt jedna sa drugom i grade snažnu vezu. U sledećoj fazi se uspostavljaju septe koje ograničavaju razvoj zigospore iz vegetativnog micelijuma i na taj način zigofore postaju suspenzorne hife i formiraju se gametangije. Nakon rastvaranja fuzionog zida, mešaju se citoplazma i veliki broj jezgara iz obe gametangije. Selekcioni proces (neproučen) rezultira redukcijom jezgara i dolazi do mejoze (takođe neistražene do danas). Dolazi do nekoliko modifikacija ćelijskog zida, kao i ugradnja sporopolenina (odgovornog za tamnu boju spora), što dovodi do zrele zigospore.
Trisporinska kiselina, kao krajnja tačka ovog puta prepoznavanja, može se proizvesti isključivo u prisustvu oba kompatibilna partnera, koji enzimski proizvode trisporoidne prekursore da bi ih potencijalni polni partner dalje koristio. Specifičnost vrsta ovih reakcija se između ostalog dobija prostornom segregacijom, fizičko-hemijskim karakteristikama derivata (isparljivost i osetljivost na svetlost), hemijskim modifikacijama trisporoida i transkripcionom/posttranskripcionom regulacijom.

### Paraseksualizam
Trisporoidi se takođe koriste u posredovanju u prepoznavanju između parazita i domaćina. Primer je interakcija domaćin-parazit paraseksualne prirode uočena između Parasitella parasitica, fakultativnog mikoparazita zigomiceta, i Absidia glauca. Ova interakcija je primer za biotrofni fuzioni parazitizam, jer se genetske informacije prenose na domaćina. Vide se mnoge morfološke sličnosti u poređenju sa formiranjem zigospora, ali zrela spora se naziva sikiospora i parazitska je. Tokom ovog procesa, strukture nalik žuči proizvodi domaćin Absidia glauca. Ovo je, zajedno sa dodatnim dokazima, dovelo do pretpostavke da trisporoidi nisu striktno specifični za vrstu, ali da bi mogli predstavljati opšti princip prepoznavanja parenja u Mucorales.

## Gravitropizam
Gravitropizam je okretanje ili kretanje biljke ili gljive kao odgovor na gravitaciju. Podjednako je rasprostranjena u oba carstva. Statoliti su potrebni u gljivama i u biljkama za mehanizam senzora gravitacije. Zygomycota sporangiofore potiču iz specijalizovanih „bazalnih hifa“ i prolaze kroz nekoliko karakterističnih razvojnih faza dok se zrele aseksualne spore ne oslobode. Pored pozitivnog fototropizma, sporangiofore se usmeravaju negativnim gravitropnim odgovorom u položaj pogodan za disperziju i distribuciju spora. Oba odgovora su reakcije rasta, tj. savijanje je uzrokovano diferencijalnim rastom na odgovarajućim suprotnim bokovima sporangiofora i utiču jedni na druge. Jedini model za mehanizam gravitropne reakcije Phycomyces zasnovan je na plutanju vakuole unutar okolne citoplazme. Predlaže se da rezultirajuća asimetrična distribucija citoplazme generiše povećani rast zida na donjoj strani horizontalno postavljenih sporangiofora, jer bi u debljem citoplazmatskom sloju koji tamo formira broj vezikula koji luče materijal ćelijskog zida bio veći nego na gornjoj strani. Gravitropno savijanje počinje nakon otprilike 15 – 30 minuta u horizontalno postavljenim sporangioforima i nastavlja se sve dok nakon, otprilike 12 – 14 sati, vrh sporangiofora ne povrati svoj prvobitni vertikalni položaj. Obično je gravitropni odgovor slabiji u odnosu na fototrofni. Međutim, u određenim uslovima može se uspostaviti ravnoteža i odgovori su uporedivi. U biljkama i gljivama fototropizam i gravitropizam deluju na složen način. Tokom kontinuiranog ozračivanja jednostranim svetlom, sporangiofor (plodno telo) gljive zigomiceta, Phycomyces blakesleeanus dostiže ugao savijanja fotogravitropne ravnoteže pri kome gravitropni i fototropni stimulus balansiraju jedan drugog (Sl. 1, ugao savijanja +α, usled  svetlosnog zračenja).

### Proteinski kristali uključeni u gravipercepciju
Kod Phycomyces blakesleeanus, sporangiofori divljeg tipa sadrže velike, lako uočljive oktaedarske parakristalne kristale veličine do 5×5×5 mm. Generalno, oni se nalaze u blizini glavne vakuole u klasterima koji se sastoje od više od deset kristala. Često su povezani sa vakuloarnim transeptom. Sedimentacija brzinom od oko 100  može se primetiti kada su sporangiofori nagnuti. Klizanje tokom sedimentacije ili povlačenje vakuolnih membrana i transepta služi kao međućelijski signal za verovatan odgovor citoskeleta i koji aktivira receptore koji se nalaze u ćelijskoj membrani. Ovi receptori zauzvrat pokreću lanac događaja koji konačno dovode do asimetričnog rasta ćelijskog zida. Studije ugla savijanja divljeg tipa i rasta sporangiofora mutantnog soja su pokazale da mutantni sojevi koji nemaju kristale pokazuju smanjeni gravitropni odgovor.

### Lipidne kapljice uključene u graviperecepciju
Kompleks apikalnih lipidnih globula takođe je uključen u graviperecepciju. Ovi lipidi su grupisani u ćelijske strukture, kompleks lipidnih globula, oko 0,1 mm ispod samog vrha vrha. (Sl. 2) Globule migriraju u kolumelu kada se formira sporangijum. Veruje se da u zreloj fazi ovaj kompleks deluje kao gravireceptor zbog svoje sposobnosti plutanja. Mutanti kojima nedostaje ovaj lipidni kompleks pokazuju znatno smanjeni gravitropni odgovor.

## Filogenija
Istorijski gledano, smatralo se da su sve gljive koje proizvode zigospore srodne i smeštene u Zygomycota. Upotreba molekularne filogenetike sve više otkriva da je ova grupacija parafiletska. Međutim, rang (tj. razdeo ili podrazdeo) ovih klada je sporan. Ono što sledi je filogenija gljiva sa podrazdelom zigomiceta izvedena iz rada Spatafora et al. (2016) sa oba moguća naziva tipa.
|  | podrazdeo , razdeo     |
|  |                        |
|  | podrazdeo , razdeo ili |
|  |                        |

|  | red , podrazdeo , razdeo , , ili |
|  |                                  |
|  | red , podrazdeo , razdeo ili     |
|  |                                  |

|  | podrazdeo , razdeo     |
|  |                        |
|  | podrazdeo , razdeo ili |
|  |                        |

|  | red , podrazdeo , razdeo , , ili |
|  |                                  |
|  | red , podrazdeo , razdeo ili     |
|  |                                  |

|  | podrazdeo , razdeo ili                                                        |
|  |                                                                               |
|  | \| \| podrazdeo , razdeo ili \| \| \| \| \| \| podrazdeo , razdeo \| \| \| \| |
|  |                                                                               |
|  | podrazdeo , razdeo ili                                                        |
|  |                                                                               |
|  | podrazdeo , razdeo                                                            |
|  |                                                                               |

|  | podrazdeo , razdeo ili |
|  |                        |
|  | podrazdeo , razdeo     |
|  |                        |

|  | podrazdeo , razdeo ili                                                        |
|  |                                                                               |
|  | \| \| podrazdeo , razdeo ili \| \| \| \| \| \| podrazdeo , razdeo \| \| \| \| |
|  |                                                                               |
|  | podrazdeo , razdeo ili                                                        |
|  |                                                                               |
|  | podrazdeo , razdeo                                                            |
|  |                                                                               |

|  | podrazdeo , razdeo ili |
|  |                        |
|  | podrazdeo , razdeo     |
|  |                        |

### Rodovi
- -{Zygnemomyces K. Miura, 1973-accepted

## Spoljašnje veze
- Zygomycota Архивирано на веб-сајту  (16. октобар 2012) at the Tree of Life Web Project
- Zygomycetes.org
- List of all Zygomycetes species from Zygomycetes database by PM Kirk in Catalogue of Life 2008
- Mucorales на 